# 光国寺
光国寺（こうこくじ）は岐阜県岐阜市加納西広江町にある臨済宗妙心寺派の寺院で、山号は大応山。岐葉二十一大師一番札所。徳川家康の長女亀姫の菩提寺である。

## 歴史
慶長19年(1614年)に亀姫が自身の菩提所として発願するが同年にその三男の奥平忠政が急逝したため、その法号に因み光国寺と名付けた。開山は名古屋總見寺2世住持の梁南禅棟。以降、数代に渡って總見寺の歴代が住持を務めた。
寛永2年(1625年)に亀姫が没した際には荼毘に付して寺の隅に葬った。徳川家ゆかりの寺院として家紋瓦に三つ葉葵の紋章が使われている。
かつては広い寺域を有していたが、名古屋鉄道岐阜駅の整備に伴い境内地が削られている。
昭和16年(1941年)に本堂を新築したが、昭和20年(1945年)7月9日の岐阜空襲により焼失した。現在の本堂はその後再建されたものである。
文化財として岐阜市指定の絹本著色亀姫像のほか、亀姫の墓が境内に現存する。
妙心寺塔頭の光国院は本寺と同じく梁南禅棟を開山とし、奥平忠政の法号から院名を採った奥平氏ゆかりの寺である。